# MechQuest
MechQuest (vaak afgekort naar MQ) is een gratis online, singleplayer, sci-fi RPG gemaakt door Artix Entertainment. De makers beschrijven MechQuest als een kruising tussen: Star Wars, Robotech, Harry Potter, Escaflowne, Voltron, Gundam en The Evil Dead.
Elke gebruiker mag drie spelers maken, maar Star Captains (betalende spelers) kunnen er zes maken. De gevechten zijn turn-based, dat betekent dat de speler om de beurt aanvalt. Door een gevecht te winnen verdiend de speler "experience" (ervaring) en "credits" (wordt gebruikt om te betalen). Spelers kunnen hun credits uitgeven aan upgrades voor hun mecha of zelfs een nieuwe mecha.
Het verhaal gaat over de speler zijn mecha piloot, ingeschreven in de G.E.A.R.S. universiteit om zijn gevechtkunsten te verbeteren.

## Gameplay
MechQuest wordt volledig gespeeld met de muis. Het gebruikt Macromedia Flash in plaats van software gevonden op de computer van de speler. De speler bestuurt een zelf gemaakte robot. De mecha kan uitgerust worden met verschillende wapens zoals o.a.: lasers, raketten, geweren, enz... De speler kan werken bij de politie, een pizzaria, een geestenvanger, enz...

### Upgrades
Elke speler kan nieuwe wapens kopen voor hun mecha om de kracht te verhogen. Elk wapen heeft zijn eigen look en effecten. Wapens kunnen gemonteerd worden op het hoofd, linkerarm, rechterarm, linkerschouder en rechterschouder.
De speler moet een karakter maken om het spel te starten. De karakter kan veranderd worden in de kapper HAL (Haircut And Lobotomy) in Soluna City voor een prijsje. Elke job heeft ook een eigen uniform.

### Economie
Al het kopen en verkopen wordt gedaan met een virtuele muntsoort: credits. Er is geen limiet op de hoeveelheid credits die de speler kan hebben. Credits kan de speler verdienen door vijanden te verslaan en missies te doen. Nova Gems kunnen gekocht worden met echt geld of door naar sponsorfilmpjes kijken en worden gebruikt om de sterkste mecha's en wapens te kopen.

### Jobs
De speler kan jobs doen in verschillende gebouwen in Soluna City. Alle jobs hebben nieuwe mecha's en wapens als beloning wanneer de speler een bepaald level in die job bereikt heeft. De meeste jobs gebruiken een dobbelsteen achter een succesvolle missie om uit te maken of de speler een hogere level krijgt.

## G.E.A.R.S. Universiteit
G.E.A.R.S. Universiteit is een school in Soluna City die de speler volgt. Dean Warlic is de baas van G.E.A.R.S. Universiteit. De universiteit heeft klassen waar de speler kan trainen. Momenteel zijn de enige klassen Energy Blades 101, Mecha Combat 101, Mecha Piloting 101 klas en Advanced Combat.

### G.E.A.R.S. Huizen
Spelers kunnen een van de drie G.E.A.R.S. huizen kiezen.
- Wolfblade - de leden van Wolfblade waarderen eer en dapperheid. De leider is Xaria.
- Runehawk - leden van de Runehawk zijn geïnteresseerd in leren en kennis. Ze onderzoeken draken en magie. Hun leider is Jaania.
- Mystraven - Mystraven is een huis voor grappenmakers. De leden stichten vaak ruzie tussen Wolfblade en Runehawk. De leider is Casca.

### Karakters
- Aleysia - een van de strengste leerkracht van G.E.A.R.S. Universiteit. Geeft les in Mecha Combat 101.
- Casca - leider van de Mystraven.
- Chief Duncan - baas van de Soluna Police Department.
- Grayson Light - eigenaar van de Light's Sabers, de energie zwaarden winkel in Soluna City.
- Nurse Helia - een verpleegster getraind in helen voor: mensen en aliens.
- Jaania - leider van de Runehawk
- Mysterious Johnson - eigenaar van de magie winkel oost van de stad.
- Maegwyn - eigenaar van de Knife and Spork restaurant.
- Maria 5 - eigenaar van de klerenwinkel, Laser Eye for the Space Guy. ze volgt momenteel G.E.A.R.S. Universiteit om meer te weten te komen over haar verleden waar ze niet veel van weet.
- Queenadent Odessa Pureheart - nieuwe leider van Soluna. Ze heeft de Soluna Defense Force geleid.
- Kingadent SLugwrath - koning van Soluna, tot zijn geheime bondgenootschap met de Shadowscythe onthuld was, was hij van de troon gegooid.
- De student - de karakter gemaakt en gecontroleerd door de speler. De student kan mannelijk of vrouwelijk zijn.
- Sys-Zero - een uitblinker in het besturen van vliegtuigen en kapitein in de proloog. Hij kan gevonden worden in de derde verdieping van de Star Captain's Club. Hij is onder controle van de Shadowscythe Virus, tot de speler de missie "Find a Cure" vervuld.
- Tek - eigenaar van Tek's Mechs, een winkel voor mecha's en wapens. Tek kan de speler zijn mecha repareren.
- Master Tsuba - een van de grootste energie zwaarden meesters in het universum. Traint studenten in het gebruiken van energie zwaarden.
- Val - conservator van de Soluna museum.
- Lord Valoth - verdachte leider van de Shadowscythe. Hij is nog niet gezien.
- Dean Warlic - de leider van G.E.A.R.S. Universiteit.
- Xaria - leider van de Wolfblade.

## Gevechten
De speler moet tegen een computer bestuurde vijand vechten. Beide hebben drie eigenschappen:
- Gezondheid - de mogelijkheid om verder te blijven vechten. Als de gezondheidsmeter nul bereikt zal de mecha exploderen, de piloot zal de schietstoel gebruiken en het gevecht zal beëindigd worden. Als de speler een gevecht verliest zal zijn gezondheid 1 zijn.
- Energie - de mogelijkheid om wapens te gebruiken om de vijand schade aan te brengen. Elk wapen gemonteerd op de mecha gebruikt energie. Als de speler een wapen succesvol gebruikt zal de energie afgetrokken worden van de energiemeter. Wanneer de energie meter te laag is om een wapen te gebruiken moet de speler wachten voor het terug op te laden.
- Regeneratie - hoe snel een mecha energie kan regenereren. Achter elke beurt die de speler maakt krijgt hij energie terug. Hoeveel energie hij terug krijgt hangt af van het type mecha.

### Gevechten buiten mecha
In sommige situaties kan de speler buiten zijn mecha vechten. In zulke gevechten gebruikt de speler een energie zwaard. De speler zal de standaard zwaard gebruiken tenzij de speler hem uitrust met een betere. Verscheidene energie wapens zijn verkrijgbaar in de energie zwaard klas, en drie voor Star Captains. De Light's Sabers winkel biedt een nieuwe selectie aan voor niet-betalende en betaalde spelers.
Net zoals in een mecha gevecht, is het een tegen een. Beiden van de spelers hebben een gezondheidsmeter en een energiemeter. Maar deze hervult zich niet. De speler heeft elke beurt drie keuzes: aanvallen, gebruikt geen energie, sterke aanval, doet 50% meer schade en verdedig wat het makkelijker maakt om aanvallen af te weren. Sterke aanval en verdedigen gebruiken beide 20% energie. Het gevecht is over wanneer een van de spelers al hun levens verliezen.

### Twee speler gevecht
Spelers kunnen het tegen elkaar opnemen via de "Assault Mecha Machine - een arcade spel in MechQuest. De speler kan tegen iemand anders zijn mecha vechten door een code in te voeren, maar de mecha's zijn bestuurd door de computer niet door een echte speler.

## Star Captain
Star Captains zijn de betalende spelers van MechQuest. Star Captains hebben meer mecha's, uitrusting en toegang in de "Mission Room" en de starship die gebruikt wordt om naar andere planeten te vliegen. Star Captains kunnen hun starship uitrusten met meubels.
Niet-betalende spelers kunnen ook de starships gebruiken tegen een prijs van 1000 credits (5000 credits in oorlogen). Maar zij kunnen het tuig niet uitrusten.
Spelers zij Star Captain geworden zijn in november 2007 zijn bekend als "Founders" (stichters). Ze kunnen mecha's gebruiken speciaal voor Founders zoals de Knightron SE en krijgen toegang tot de Founders Ceremony feest. Spelers kunnen $19.95 USD betalen voor een karakter Star Captain te maken, of $29.95 voor alle zes.

## Nova Gems
Alle spelers kunnen Nova Gems kopen, een andere muntsoort met echt geld. Nova Gems kunnen gebruikt worden om de sterkste wapens en mecha's te kopen. Nova Gems kunnen niet ingeruild worden voor credits. Nova Gems mecha's kunnen niet verwijderd worden maar wel verkocht voor 90% van hun originele prijs voor 24 uur na aankoop, en voor 25% achter 24 uur.

## Death From Above
Artix Entertainment heeft een video genaamd "Death From Above" (D.F.A.) uitgebracht op 26 maart 2008. Het kan bekeken worden in de Cinemech in MechQuest. Het gaar over een eenheid van Soluna dat wordt aangevallen, en misschien verwoest door een onbekend duister figuur.